# Friedrich August Stüler

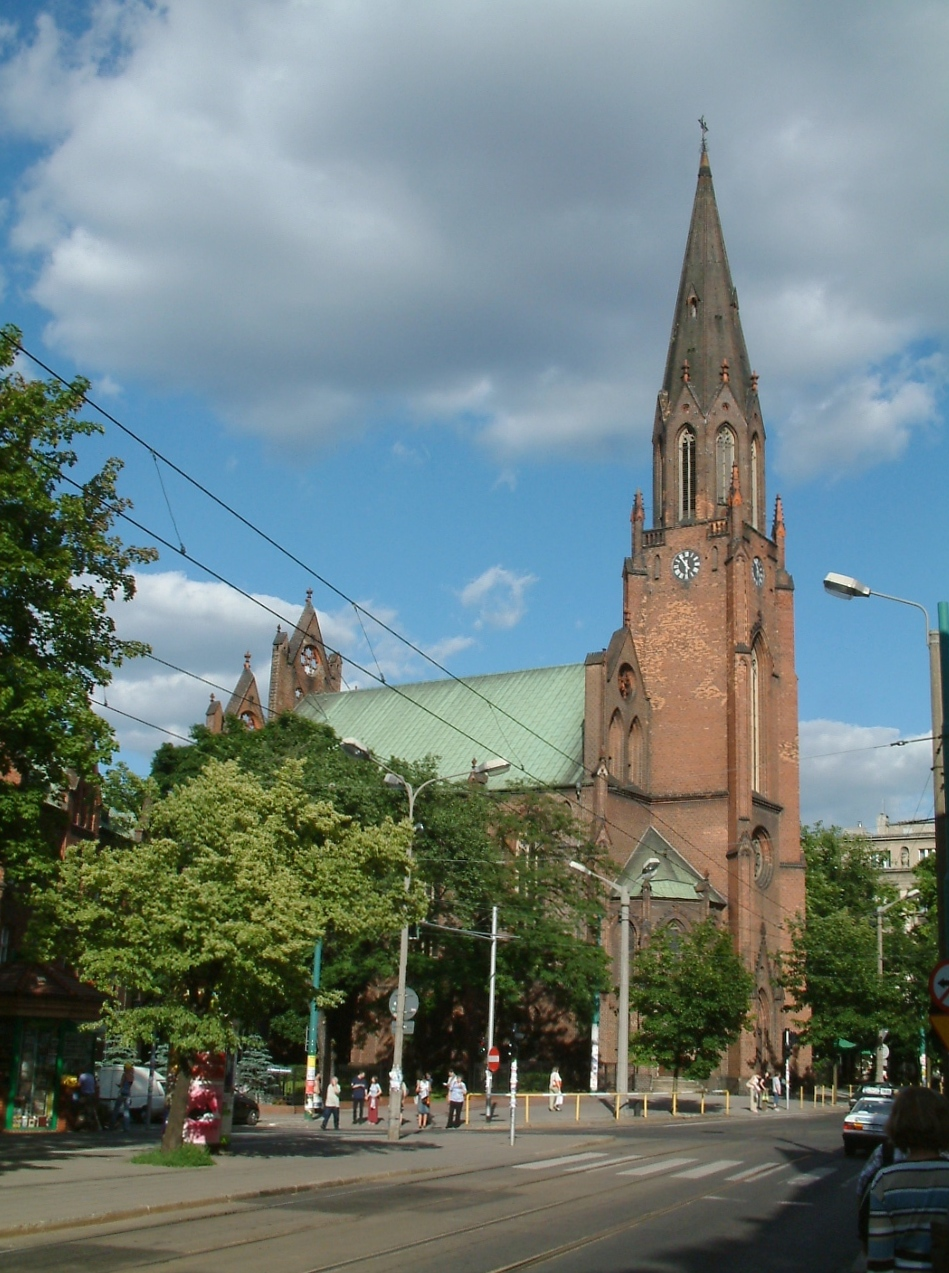
Kościół Najświętszego Zbawiciela (pierwotnie ewangelicko-augsburski kościół św. Pawła) w Poznaniu

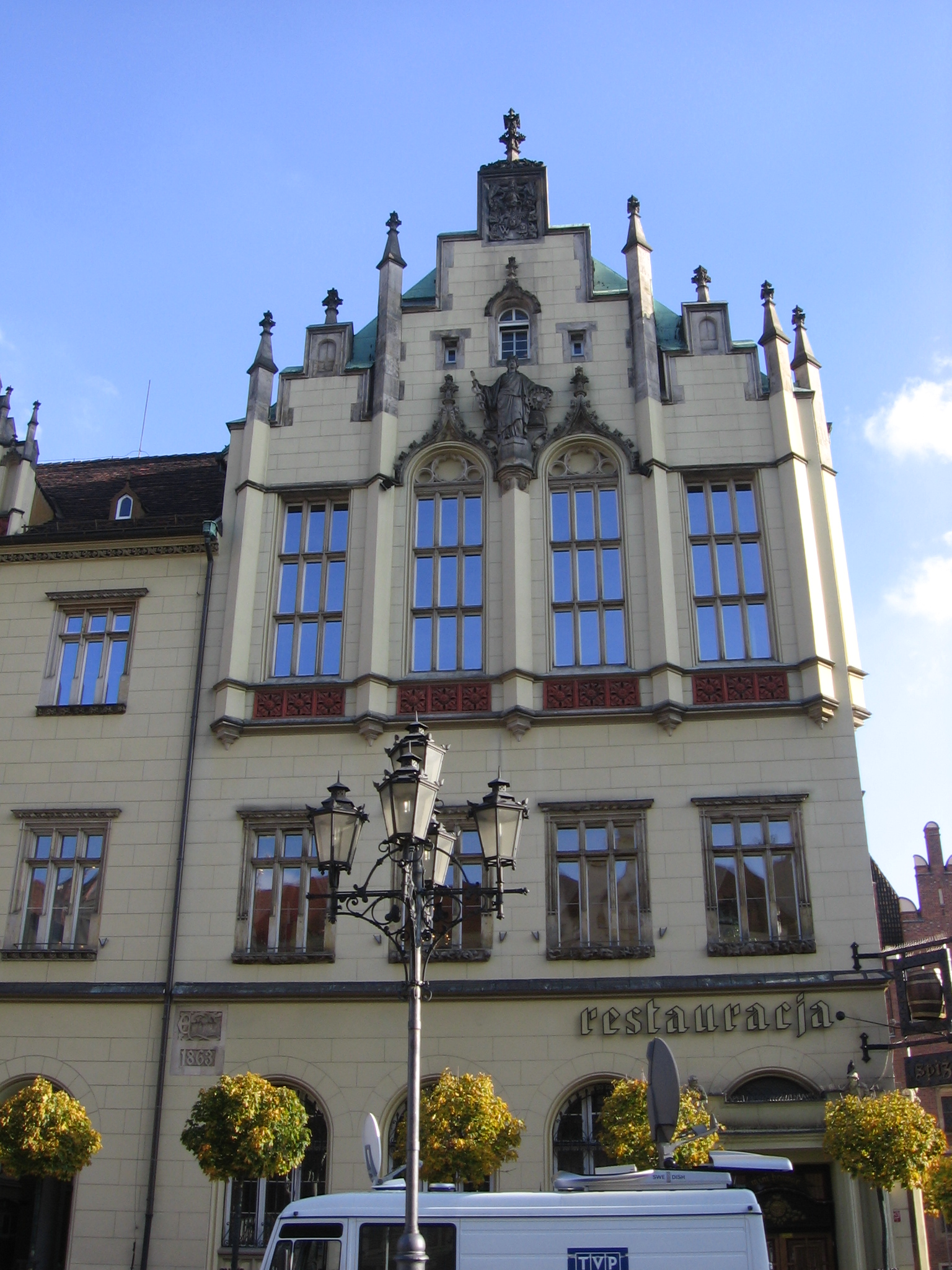
Szczyt Nowego Ratusza we Wrocławiu

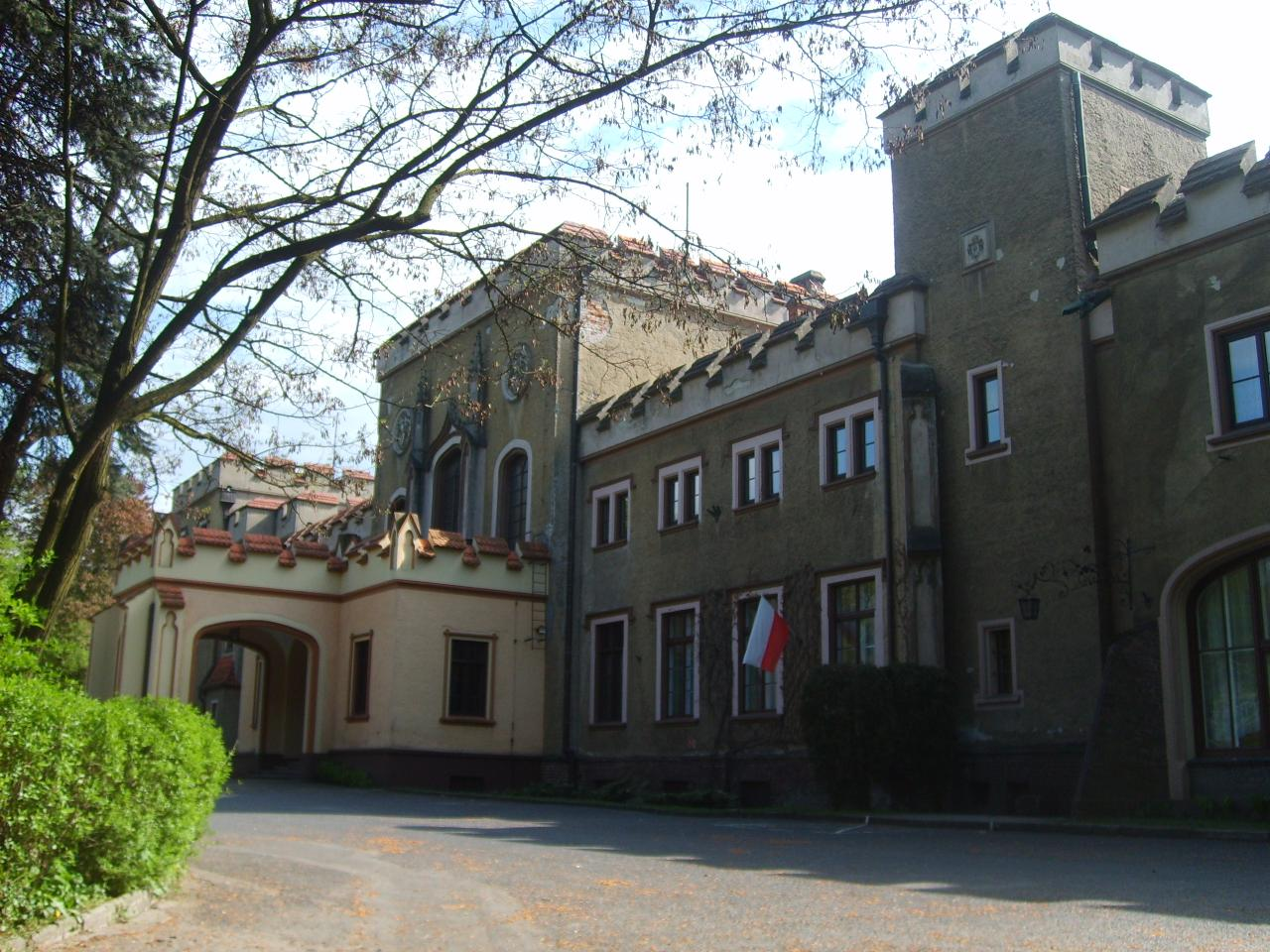
Pałac Radolińskich w Jarocinie

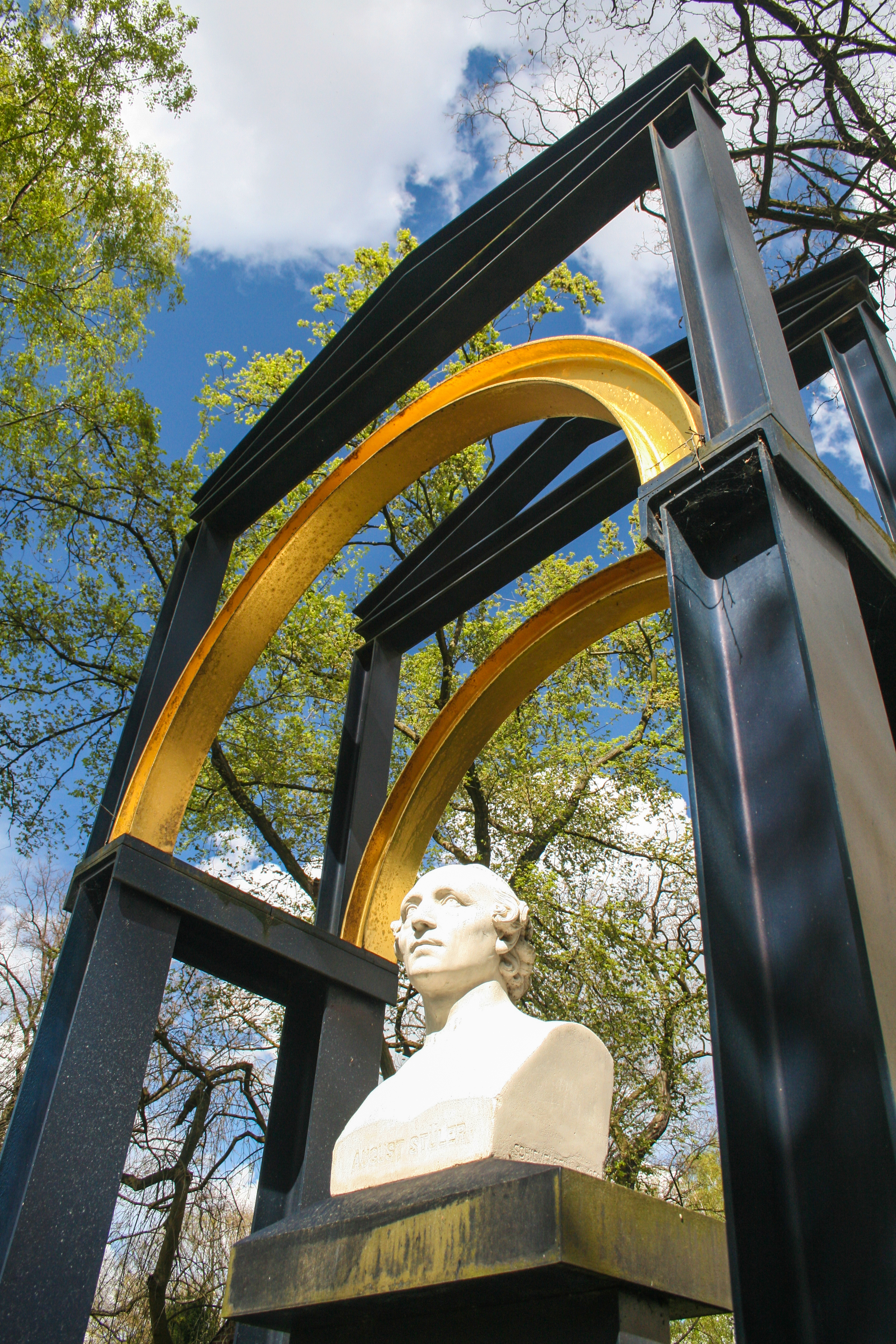
Grób w Berlinie

Friedrich August Stüler (ur. 28 stycznia 1800 w Mühlhausen/Thüringen, zm. 18 marca 1865 w Berlinie) – pruski architekt i urzędnik.

## Życiorys
W Berlinie uczył się u Karla Friedricha Schinkla. W latach 1829–1830 wspólnie z przyjacielem Eduardem Knoblauchem podróżował po Francji i Włoszech. W 1831 przebywał w Rosji wraz z Heinrichem Strackiem. Następnie uzyskał stanowisko inspektora budowlanego (niem. Hofbauinspektor), a w 1832 radcy budowlanego (niem. Hofbaurat) i kierownika zamkowej komisji budowlanej. W 1842 król pruski Fryderyk Wilhelm IV mianował go architektem królewskim. W projektach licznych budowli użyteczności publicznej, rezydencji i kościołów posługiwał się głównie stylistyką neorenesansową, klasycystyczną i neogotycką. W 1858 odznaczony został Pour le Mérite za Naukę i Sztukę.

## Wybrane dzieła
- kościół św. Piotra i św. Pawła w Berlinie (dzielnica Zehlendorf), 1834–1837;
- rozbudowa kościoła franciszkanów w Berlinie, 1842–1845;
- neogotycki pałacyk myśliwski Letzlingen, 1843–1844;
- przebudowa zamku elektorskiego w Koblencji, 1842;
- niezrealizowany projekt kościoła św. Wojciecha w domniemanym miejscu męczeństwa w Tenkitach, 1842; następnie – również niezrealizowany – projekt hali pamiątkowej w tym miejscu, 1852;
- gmach Nowego Muzeum (niem. Neues Museum) w Berlinie[2], 1843-1855;
- kościół św. Jakuba w Berlinie-Kreuzbergu, 1844–1845;
- uniwersytet w Królewcu, 1844–1863;
- kościół św. Macieja w Berlinie (dzielnica Tiergarten), 1844–1846;
- kościół św. Mateusza w Berlinie (ukończony w 1845)
- kościół św. Mikołaja w Poczdamie, 1845–1854;
- Nationalmuseum w Sztokholmie, 1848–1866;
- kościół w Hohensaaten, 1858–1860;
- zamek Hohenzollern koło Stuttgartu, 1850–1867;
- fasada kościoła św. Marii w Kyritz, 1850[3];
- zamek w Schwerinie, 1851;
- kościół w Langen, 1855
- Wallraf-Richartz-Museum w Kolonii, 1855–1861 (zniszczone);
- zamek Stolzenfels w Koblencji – dokończenie budowy na podstawie planów Schinkla po jego śmierci (ukończony 1842);
- kościół Trójcy św. w Kolonii, 1857–1860;
- Nowa Synagoga w Berlinie, 1859–1866;
- Akademia Nauk w Budapeszcie, 1862–1865;
- Stara Galeria Narodowa (niem. Alte Nationalgalerie) w Berlinie, 1862–1876.

W granicach obecnej Polski:
- kościół św. Antoniego w Nowej Soli (województwo lubuskie), 1835–1839, pierwotnie kościół ewangelicki Świętej Trójcy, neoromański, projekt przypisywany Stülerowi;
- kaplica Oraczewskich w Morawicy, wybudowana około 1840 roku
- neorenesansowy pałac w Strzelcach (powiat chodzieski), 1840-44;
- neorenesansowy ratusz w Skwierzynie (powiat międzyrzecki, 1841)[4][5];
- przebudowa pałacu w Margońskiej Wsi (w duchu neogotyckim, 1842);
- kościół w Rowach (powiat słupski), w stylu arkadowym, 1842–1849;
- neoromański kościół bł. Karoliny Kózkówny w Biskupcu, dawniej ewangelicki, 1842–1846;
- południowe skrzydło pałacu królewskiego we Wrocławiu (ok. 1845, spalone w 1945, w większej części zburzone w latach 50.);
- most kolejowy w Tczewie, neogotycki, z wieżami na filarach, 1847–1857;
- dworzec kolejowy w Tczewie, w stylu gotyku angielskiego, 1851–1857;
- Pałac Radolińskich w Jarocinie, 1847–1853 (późniejsze przebudowy i odbudowa po 1945);
- neogotycki pałac w Rokosowie, 1849–1854;
- kościół w Krokowej (powiat pucki), ok. 1850(?), przypisywany Stülerowi;
- most kolejowy w Malborku (wzniesiony w latach 1851–1857)
- kościół św. Piotra i św. Pawła w Dębnie, w stylu arkadkowym, trójnawowy, 1852–1855;
- dobudowa neoromańskiej wieży do późnoromańskiego kościoła w Baniach (powiat gryfiński), 1853–1855;
- kościół Podwyższenia Krzyża Świętego w Bobrowicach (wzniesiony w latach 1853–1856)
- ratusz w Niemczy (wzniesiony w latach 1853–1862)
- neogotycka przebudowa gotyckiego kościoła w Drawsku Pomorskim, 1854–1855;
- neogotycki pałac Narzymskich w Jabłonowie Pomorskim, 1854–1859 (dzieło przypisywane Stülerowi);
- dobudowa neogotyckiej wieży przy gotyckim kościele NMP w Chojnie (powiat gryfiński), 1855–1861;
- kościół św. Barbary w Gliwicach (wzniesiony w latach 1856–1859)
- pałac w Dąbrówce Wielkopolskiej, 1856-1859;
- kościół neogotycki w Lipianach, zbudowany z wykorzystaniem murów starego kościoła z XIII wieku, na rzucie krzyża greckiego z wieżą frontową, 1856–1891;
- kościół we Fromborku, dawniej ewangelicki, salowy z wtopioną wieżą frontowa, połączony z pastorówką, 1857–1861;
- przebudowa w duchu neogotyku zniszczonego po pożarze XIII-wiecznego kościoła w Jeleninie (powiat gryfiński), 1859;
- kościół św. Piotra Apostoła w Międzyzdrojach (wzniesiony w latach 1860–1862)
- kościół św. Wojciecha w Jabłonowie Pomorskim (wzniesiony w latach 1860–1866)
- kościół w Gardnej Wielkiej (powiat słupski), ok. 1860;
- Nowy Ratusz we Wrocławiu, 1860–1864;
- kościół Najświętszego Zbawiciela (dawniej św. Pawła) w Poznaniu, 1866–1869;
- nadbudowa wieży kościoła NMP w Trzebiatowie, 1864–1867;
- kościół w Retowie;
- neogotycki kościół w Międzyzdrojach, 1860–1862, w którego projekcie brał czynny udział król pruski Fryderyk Wilhelm IV[6];
- kaplica cmentarna w Krzeszowicach.
- przebudowa zamku w Karpnikach (powiat jeleniogórski), 1846